# Les Vélins du Roi

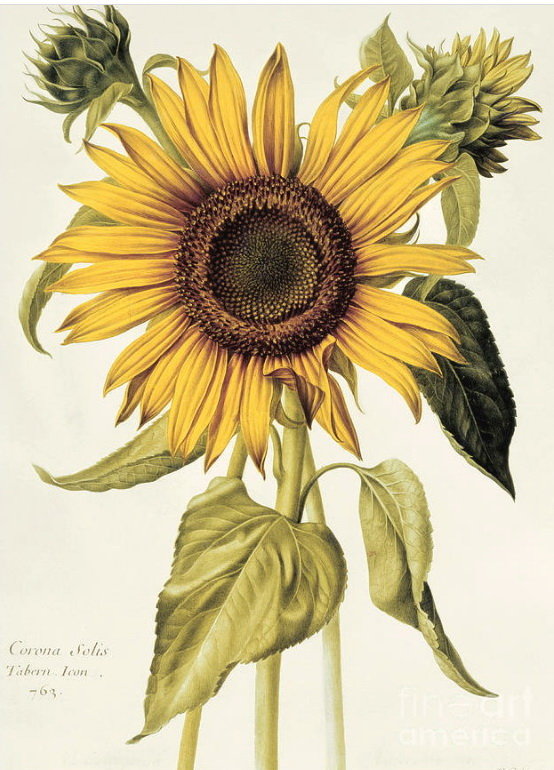
Sonnenblume von Nicolas Robert

Les Vélins du Roi (deutsch: Die Pergamente des Königs) ist ein Sammelwerk von 6984 Pflanzen- und Tierbildern, das 1631 begonnen wurde, um Exemplare aus dem königlichen Garten und der Tiersammlung zu dokumentieren. Führende Illustratoren wie Nicolas Robert, Pancrace Bessa, Gerard van Spaendonck, Claude Aubriet und Françoise Basseporte trugen während der Regentschaften von Ludwig XIII., Ludwig XIV. und Ludwig XV. zum Inhalt des Buches bei. 1793 wurde der Band schließlich dem Muséum national d’histoire naturelle anvertraut, wo er bis heute aufbewahrt wird.
1645 wurde Nicolas Robert von Gaston, Herzog von Orléans und Bruder von König Ludwig XIII., in das Chateau de Blois berufen. Gaston gründete in Blois einen botanischen Garten und kultivierte eine Fülle seltener Pflanzen. Der Direktor des Gartens, der schottische Botaniker Robert Morison, soll Robert dazu inspiriert haben, die dort heimischen Pflanzen zu illustrieren. Nach Gastons Tod im Jahr 1660 vermachte sein Neffe Ludwig XIV. die Pergamentsammlung seinem Neffen, der sie im Jardin des Plantes in Paris unterbrachte. Robert blieb im Dienste des Königs und setzte seine Pflanzenillustrationen fort. Die Sammlung wurde im achtzehnten und neunzehnten Jahrhundert mit Arbeiten anderer namhafter Künstler, wie z. B. Pierre-Joseph Redouté, weiter ausgebaut. Nach der Französischen Revolution von 1789 konzentrierten sich die Ergänzungen der Sammlung weitgehend auf die Tierwelt.
Claude Aubriet (1665–1742), folgte Jean Joubert, dem Nachfolger von Nicolas Robert, als Maler der Pflanzen im königlichen botanischen Garten. Aubriets Zeichnungen sind akribisch ausgeführt und entsprechen den von Robert gesetzten Standards. Aubriet stand unter der Schirmherrschaft von Joseph Pitton de Tournefort (1656–1708), einem führenden französischen Botaniker, der ihn beauftragte, sein Werk Elemens de Botanique zu illustrieren, das 1694 in Paris veröffentlicht wurde. Zwei Kollegen von de Tournefort, Sébastien Vaillant (1669–1722) und Antoine de Jussieu (1686–1758), nutzten ebenfalls Aubriets Dienste, um ihre Werke zu illustrieren.
Im Jahr 2016 veröffentlichte der Verlag Citadelles & Mazenod einen 624-seitigen Band, der 800 der Tafeln aus der Sammlung zeigt.